# ボーダーレス (店舗)
ボーダーレス（英: Borderless）は、大阪市中央区にあるエンターティメント系のライブハウス。2022年開業。
。

## 概要
大阪の中心地・北浜に位置し、関西のインディーズバンドや音楽ファンにとって、又ダンスやDJイベント、地下アイドル、演芸、落語、バーレスク、ポールダンスなどジャンルを問わずボーダレスな表現の場所として誕生した、小ホールクラスのライブハウス。
プロ・アマチュアを問わず、ジャンルもポップ、ロック、ブルース、ジャズ、フォーク、民族音楽と幅広く受け入れ、多くのミュージシャン表現の場所を目指している。オープンから音楽以外に、落語のライブ、バーレスク、ポールダンスのライブなども行われた。
ボーダレスな空間をテーマに、本格的なダイニングレストラン、様々なイベントスペース、大阪のライブハウスとして多くのパフォーマーに登場してもらった。毎週火曜日はペルー音楽、毎週木曜日はブルース音楽のライブを不定期で開催中。ブルースのライブは、大阪市北区南森町のブルース＆ソウルバー・シカゴロックの協力により行われている。惜しまれながら、2023年12月末日をもって閉店する。

## 沿革
- 2022年（令和4年）11月14日 - プレオープン
- 2023年（令和5年)2月6日 - リニューアルオープン
- 2023年（令和5年）12月31日閉店

## 施設概要

### イベントホール
- 約100人前後（オールスタンディング）、80人（椅子）、約80人（テーブル席）ホールとダイニングスペースは別スペース
- 所在地 - 大阪市中央区淡路町2-6-11 淡路町パークビルB1
- 最寄り駅 - 京阪電鉄北浜駅 / 地下鉄御堂筋線本町駅、淀屋橋駅 / 堺筋線北浜駅、堺筋本町駅 各徒歩約8分から10分